# Abjatar
Abjatar war ein Priester zur Zeit Davids und Salomos (ca. 1010–926 v. Chr.).

## Etymologie
Der hebräische Personenname אֶבְיָתָר ’ævjātār „Abjatar“ ist ein Verbalsatzname, bestehend aus Subjekt und Prädikat. Subjekt (und zugleich theophores Element) ist das Substantiv אָב ’āv, deutsch ‚Vater‘, das Prädikat ist von der Verbwurzel יתר jtr, deutsch ‚übrig lassen / haben / überfließen‘ ableitbar. Daher lässt sich der Name mit „Vater ist reich / hat Überfluss gegeben / ist überfließend“ übersetzen. Die Septuaginta gibt den Namen als Αβιαθαρ Abiathar wieder, die Vulgata als Abiathar.

## Biblische Erzählung
Über Abjatar wird in 1 Sam 22,22  bis 1 Kön 4,4  (und in 1 Chr 15,11  bis 1 Chr 27,34 ) berichtet. Er war involviert in den Kampf um die Macht in Israel und Juda. Salomo soll ihn schließlich verstoßen haben (1 Kön 2,27 ). 
Im Neuen Testament nennt Markus ihn (Mk 2,26 ), um eine Zeitangabe zu machen. Dabei ist er allerdings ungenau, da in der zitierten Stelle 1 Sam 21,2  Ahimelech der Priester in Nob ist, nicht Abjatar, dessen Sohn.